# Pedágio

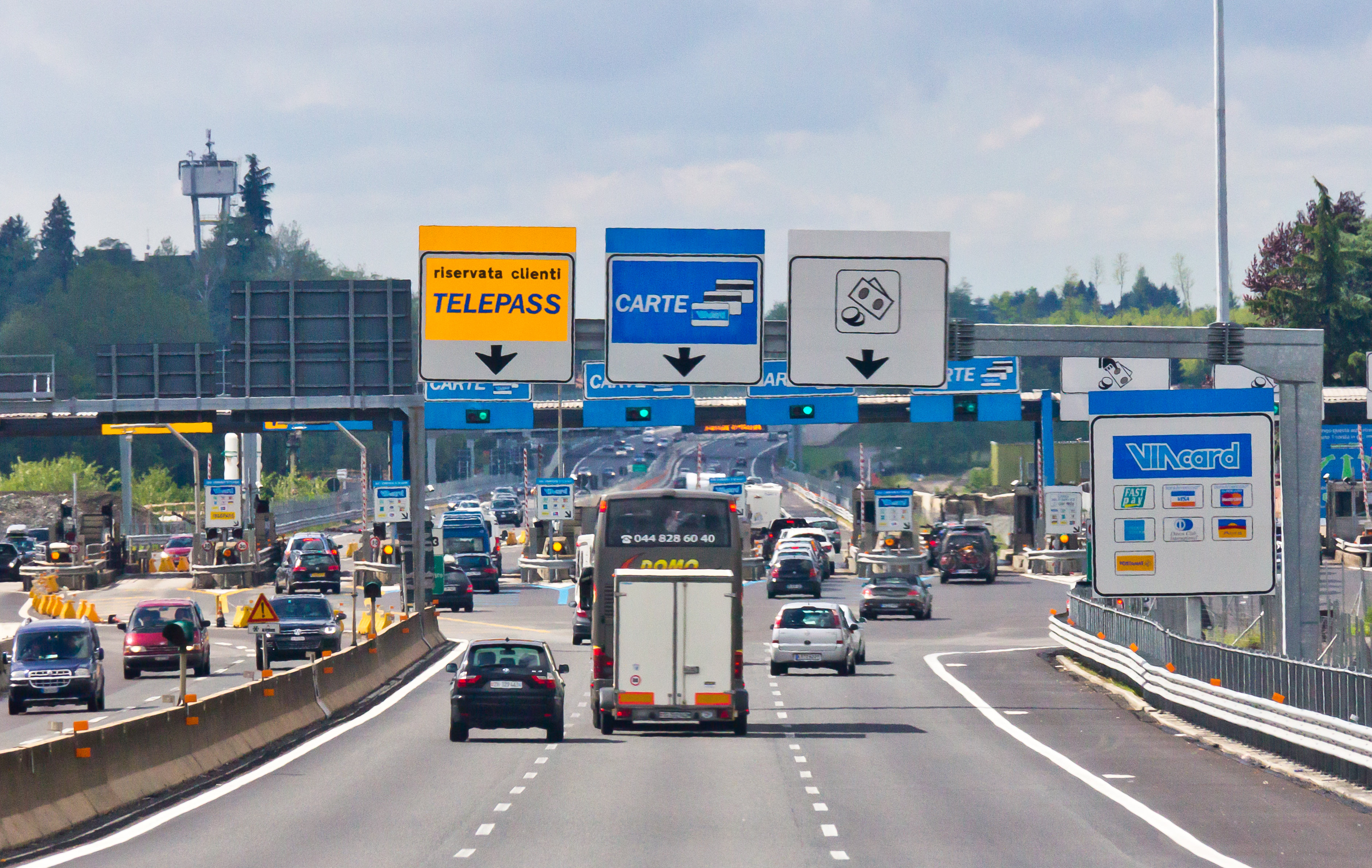
Entrada da praça de pedágio da Autoestrada A9, na Itália

Um pedágio (português brasileiro) ou portagem (português europeu) é um direito de passagem pago mediante taxa ou tarifa (preço público) a autarquia ou concessionária delegada, respectivamente, para ressarcir custos de construção e manutenção de uma via de transporte.
Tradicionalmente, os pedágios/portagens rodoviárias têm sido cobrados só em estradas rurais ou interurbanas. Mas, os novos avanços tecnológicos em cobrança eletrônica sem parar têm permitido a introdução da arrecadação de pedágios para entrar nas zonas urbanas, assim como a possibilidade da outorga de concessões em artérias viárias urbanas.

## Em área urbana
A tecnologia de cobrança eletrônica de pedágio tem feito possível arrecadar este tributo nas grandes artérias viárias das metrópoles, além de permitir a implantação da cobrança de pedágio para entrar em algumas zonas centrais de grandes cidades, que estão sujeitas a políticas de portagem ou tarifação de congestionamento, como forma de restringir o fluxo de veículos, como já ocorre em Singapura (1998), Londres (2003 e estendido em 2007); Estocolmo (teste em 2006 e definitivo em 2007); e Milão em 2008. A cidade de Nova Iorque estão considerando a implantação de sistemas semelhantes de tarifação de congestionamento para reduzir seus problemas de tráfego.

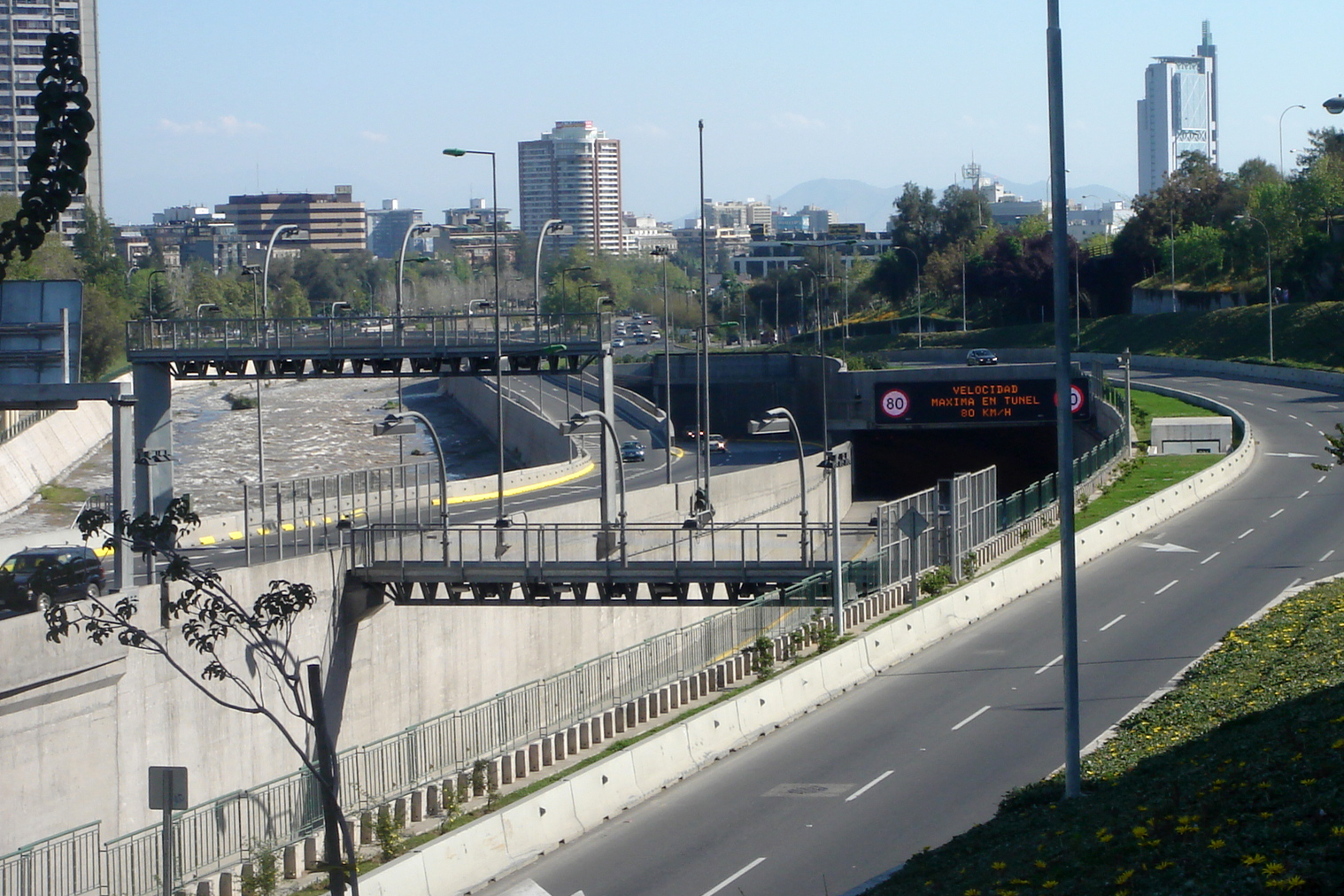
Cobrança eletrônica de pedágio na "Autopista Costanera Norte" em Santiago de Chile

A Noruega fez as primeiras implantações a nível mundial de cobrança eletrônica em corredores urbanos, utilizado nas suas três cidades principais: Bergen (1986), Oslo (1990), e Trondheim (1991). Outras implantações pioneiras são a Rota 407 ETR em Toronto, Canadá (1997), a Rota 6 em Tel-Aviv, Israel ( 2000), o "CityLink" em Melbourne, Austrália (2000), e a "Costanera Norte" em Santiago de Chile (2005). Esta rodovia chilena é destaque internacional por ser a primeira artéria urbana concessionada no mundo que atravessa o centro comercial da cidade, com os veículos transitando a velocidade normal e pagando o pedágio pela distancia percorrida. No trecho metropolitano desta artéria, todos os acessos e saídas tem portais com sensores que permitem receber o sinal dos "transponders" (TAG) instalados nos veículos, assim permitindo também a cobrança de portagem de congestionamento. Para evitar engarrafamentos dos trechos cêntricos, o pedágio pago pelos usuários nas horas do rush é o dobro da tarifa normal.

## No Brasil

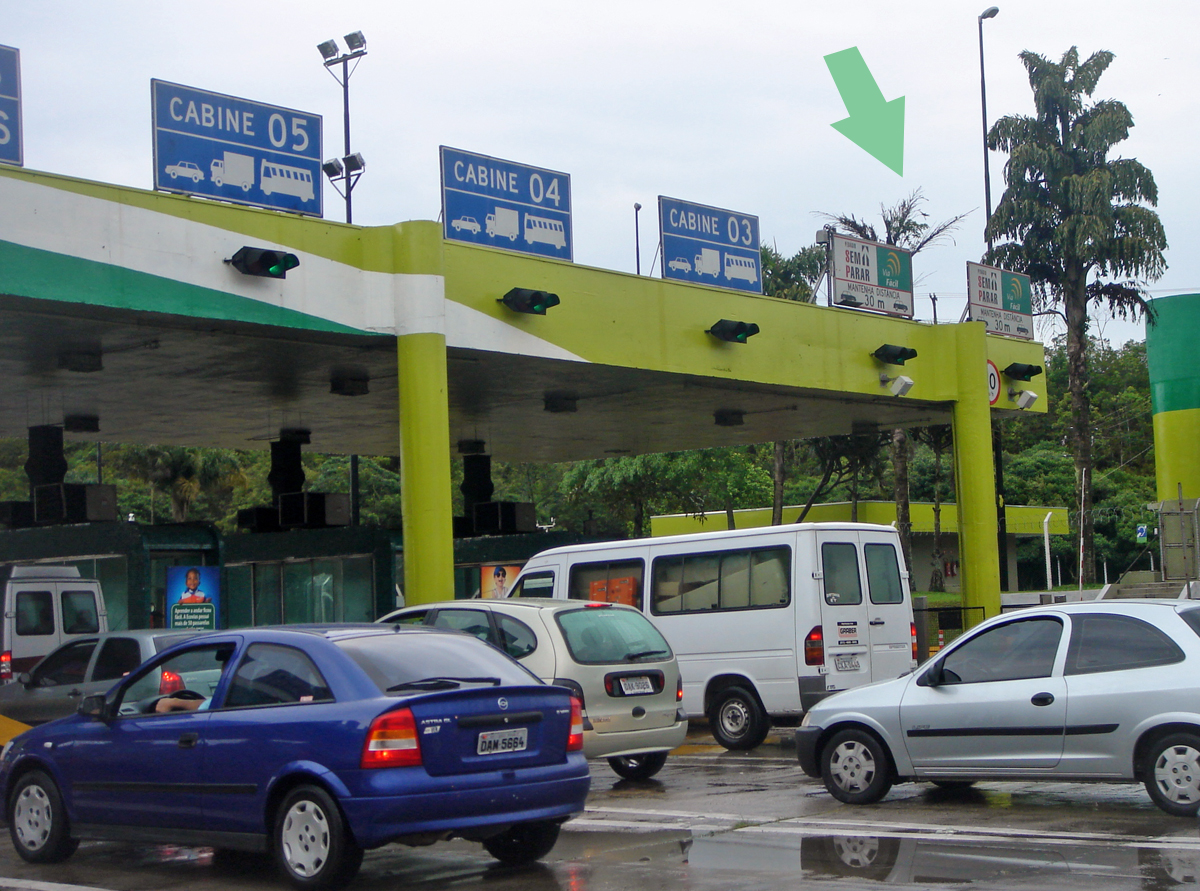
Praça de pedágio/portagem na Rodovia dos Imigrantes, Brasil. Cobrança manual combinada com duas faixas de cobrança eletrônica Sem Parar à direita

O pedágio no Brasil existe desde o século XVIII, pois a Coroa Portuguesa só autorizaria a abertura da Rota dos Tropeiros se tivesse lucro, sendo assim foram estabelecidos postos de registros para cobrança dos cavalos que por ali passavam. Como exemplo desta cobrança, que não era barata, pode-se citar a reconstrução da cidade de Lisboa, destruída pelo terremoto de 1755. Grande parte do valor usado na reconstrução foi oriundo dos cofres brasileiros arrecadados, principalmente, do pedágio dos tropeiros.

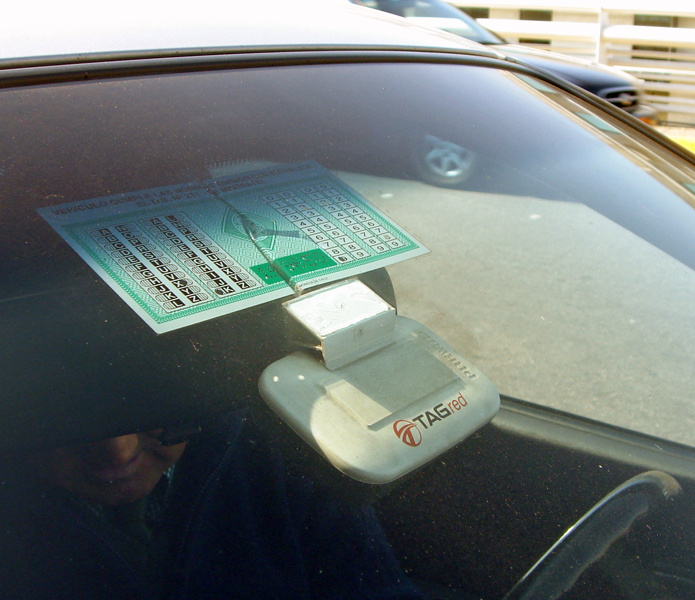
TAG de pedágio usada na via expressa Costanera Norte, no Chile

O estado de São Paulo tem a maior malha rodoviária do país explorada por concessionárias ou diretamente pelo governo estadual e foi pioneiro na adoção de sistemas de cobrança automática de pedágios, introduzindo ainda em junho de 2000, o Sem Parar.
Além do pedágio, este sistema também permite ao usuário utilizar o serviço em estacionamentos, drive-thru, postos de combustível e lava-jato. Atualmente, cerca de 20% da frota de veículos no país utilizam tags de pedágio.
Os principais serviços independentes de pedágio automático com cobertura em 100% das rodovias pedagiadas do país são: Sem Parar, Veloe, ConectCar, Taggy e Move Mais, além disso, clientes de bancos, fintechs e seguradoras podem receber descontos e vantagens.

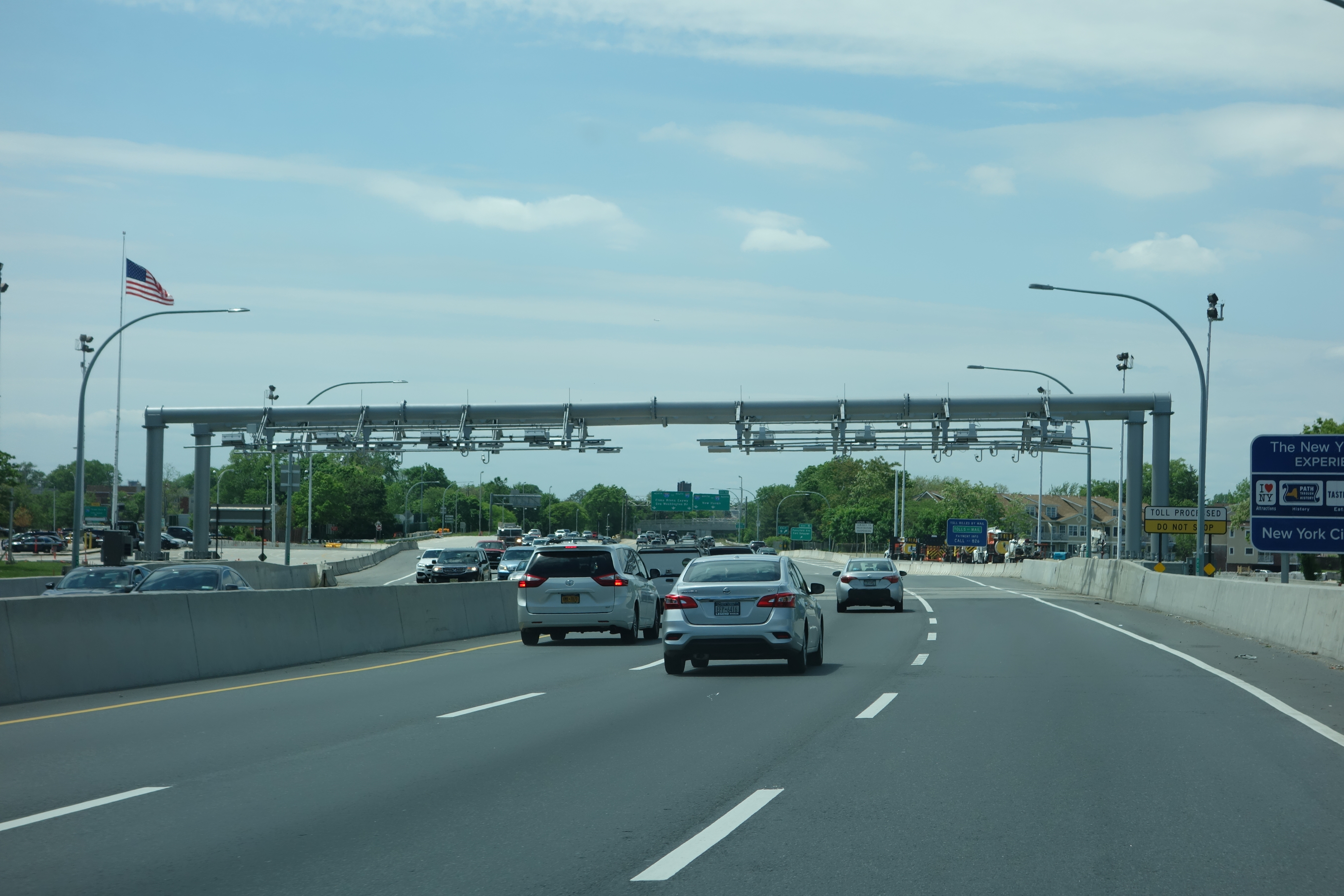
Pórticos sustentam os equipamentos de identificação automática e eletrônica e eliminam a necessidade de praças de pedágio

#### Sistema de Rodovia de Pedágio Aberto ("Free-Flow")
Atualmente, ocorre a implementação do pedágio eletrônico de livre passagem ("free-flow") nas rodovias brasileiras – sendo a primeira delas a BR-101 –, a cobrança será feita através das tags de pedágio ou da placa de identificação veicular, dentre as vantagens do sistema está a melhora na fluidez do tráfego, a segurança operacional e a possibilidade de obter descontos na tarifa. O Governo Federal estuda cobrar que novas concessões adotem o modelo até o quinto ano após o início da operação.

## Em Portugal

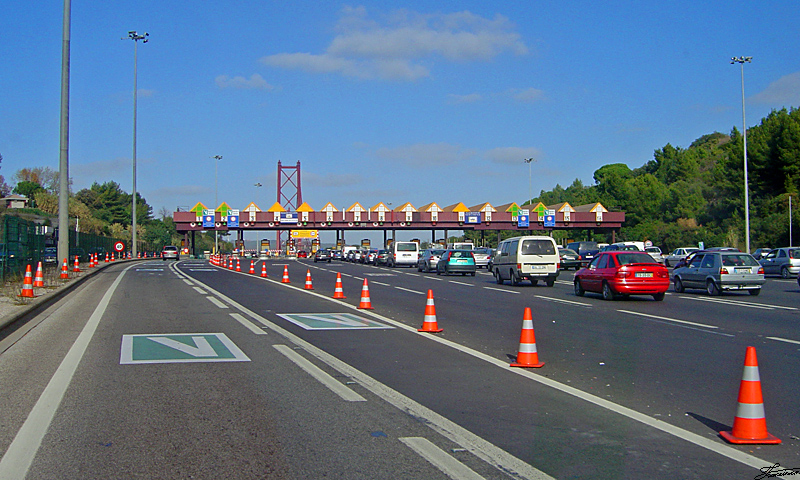
Praça das portagens na Ponte 25 de Abril (sentido sul-norte). À esquerda, vêm-se as vias reservadas para utilizadores do sistema Via Verde. A Ponte é gratuita no sentido norte-sul.

Em Portugal, cerca de 84% da rede de autoestradas tem portagens (2013), cobrando um valor fixo por quilómetro percorrido, dependendo também do tipo de veículo. Muitas autoestradas são exploradas por concessionárias, como a Brisa ou a Ascendi. Até 2010-2011, existiam em Portugal várias autoestradas sem portagens geridas através de um modelo financeiro chamado de portagens SCUT. Estas vias correspondiam a cerca de 1/3 da rede portuguesa de autoestradas em finais da década de 2000. Contudo, em 2010-2011, o governo introduziu portagens reais em grande parte da extensão dessas autoestradas, uma medida que continua controversa na atualidade. Em 2002, Portugal já era considerado um dos países com mais portagens da Europa.

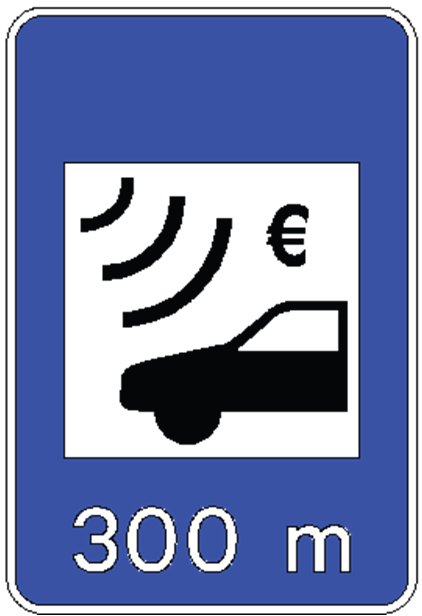
Sinal rodoviário em Portugal anunciando uma secção de autoestrada exclusivamente para portagem eletrónica.

Os pagamentos são efetuados através de numerário, cartão de débito/crédito, emissão de talão para posterior pagamento ou através do sistema Via Verde.
Com a Via Verde é possível passar a portagem sem parar o veículo para efetuar pagamento. Este sistema, em funcionamento em Portugal desde 1991, foi o primeiro do mundo a cobrir toda a rede de portagens de um país. A sua utilização foi entretanto alargada a outros serviços como pagamento em parques de estacionamento, bombas de gasolina, etc.
Em termos técnicos é um sistema eletrónico de débito das portagens aos respetivos aderentes através de um recetor-emissor, colado no para-brisas ou incorporado na braçadeira de um motociclista, que é ativado ao cruzar a portagem nas faixas de uso exclusivo para aderentes.

## Países sem sistema de portagem

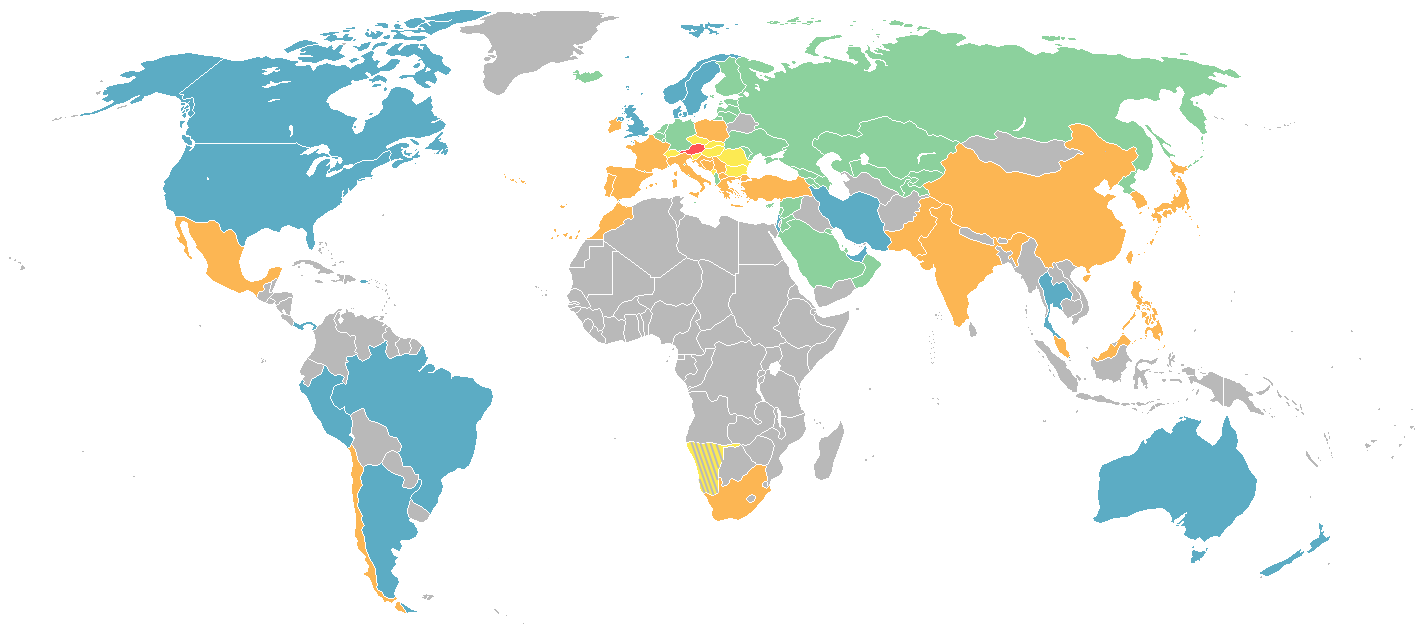
Mapa do pedágio no mundo. Verde: sem pedágio para carros. Azul: certos setores. Amarelo: vinheta. Laranja: pedágio por distância. Vermelho: pedágio e rotas especiais de pedágio.

Exemplos de países totalmente livres de portagens são a Finlândia, Alemanha, Dinamarca, Suécia, Bélgica e Países Baixos (embora possam ter pontualmente uma ou duas portagens, por exemplo em pontes ou túneis). Existem também países com uma quantidade muito baixa de portagens, por exemplo o Reino Unido e o Canadá, seguidos da Austrália, Noruega, Turquia. Por outro lado, países como Itália e Portugal, a par do Chile e do Japão, são dos países com maior número de portagens por número total de vias principais.

Em estados como a Suíça, Áustria e vários países do Leste da Europa, existe um sistema intermédio entre as portagens por distância percorrida e a total gratuitidade das vias — o sistema de 

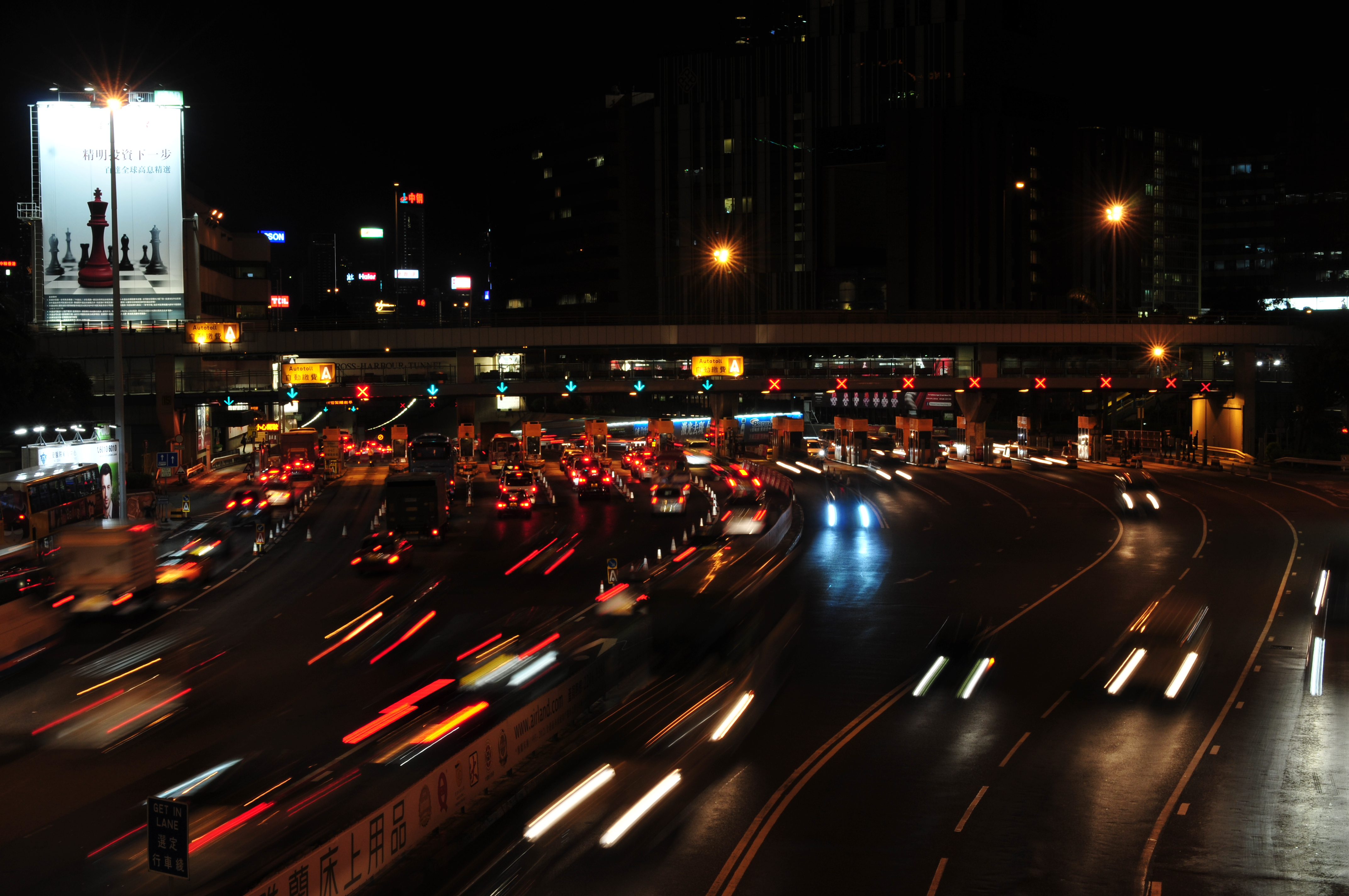
Portagem em Hong Kong

vinhetas. Neste sistema, mediante o pagamento de uma taxa (a vinheta) os cidadãos têm o direito de usar toda ou quase toda a rede de autoestradas durante um determinado período de tempo, sem qualquer custo adicional. Geralmente, existem vinhetas para períodos de 1 ano, 1 mês ou 10 dias. Em 2018, uma vinheta (de automóveis ligeiros) para usar a rede de autoestradas durante 1 ano custava €35,75 na Suíça, €50,00 na Eslováquia e €87,30 na Áustria.
Segundo alguns críticos, as portagens são sistemas muito ineficientes porque:
- Obrigam ao abrandamento de marcha e paragem de veículos, as portagens manuais representam um desperdício de tempo e aumentam o custo operacional dos veículos.
- As despesas com funcionários, máquinas etc absorvem até um terço das compensações financeiras pagas pelos utentes, enquanto que o furto dessas compensações é relativamente fácil.
- Existindo vias alternativas sem portagem estas poderão tornar-se mais congestionadas, aumentando a despesa pública na reparação dessas vias e a diminuindo a eficiência de circulação.

Além destas críticas, existem críticas de fundo ao uso excessivo de portagens, como a o direito à liberdade de circulação (não havendo alternativas não há essa liberdade) e a penalização das indústrias transportadoras de mercadorias e de passageiros, que representam um setor importante para a economia.